# Chimarra kewarra
Chimarra kewarra là một loài Trichoptera trong họ Philopotamidae. Chúng phân bố ở miền Australasia.